# Linda Schuyler
Pour les articles homonymes, voir Schuyler.
Linda Schuyler, CM, OOnt (née Bawcutt; en 1948 à Londres, en Angleterre) est une productrice de télévision canadienne connue pour les séries Les Années collège et Instant Star series pour les programmes de la jeunesse. Schuyler a eu son idée des Années collèges alors qu'elle était enseignante Degrassi.

## Vie privée
Elle est la fille de Jack et Joyce Bawcutt, Schuyler immigre au Canada avec sa famille en 1957 et habite à Paris (Ontario).

## Filmographie

### Scénariste
- 1979 : The Kids of Degrassi Street (série télévisée)
- 1987 : Les Années collège (série télévisée)

### Producteur
- 1979 : The Kids of Degrassi Street (série télévisée)
- 1987 : Les Années collège (série télévisée)
- 2001 : Degrassi : La Nouvelle Génération (série télévisée)
- 2005 : Ma vie de star (série télévisée)
- 2012 : The L.A. Complex (série télévisée)

## Récompense
- 1993 : elle reçoit la médaille de l'ordre du Canada.
- 2010 : elle est récompensée par Academy Achievement Award en recevant le prix Gemini.